# Manhartsberg
O Manhartsberg é um monte na Baixa Áustria. É parte da Böhmische Masse. Tem 537 m de altitude.